# Voronina, buhta
Voronina, buhta är en vik i Antarktis. Den ligger i Östantarktis. Norge gör anspråk på området.